# Jungfräuliche Napfschnecke
Die Jungfräuliche Napfschnecke (Tectura virginea, Syn.: Acmaea virginea) ist eine Schnecke aus der Familie der Acmaeidae aus heimischen Gewässern. Auffällig ist wie bei allen „Napfschnecken“ die napfartige Form. Das Adjektiv „jungfräulich“ dagegen weist auf die zartrosa Färbung dieser Schnecke hin.

## Merkmale
Das festschalige, bis 1,5 cm lange, napfförmige Gehäuse ist in der Aufsicht (von oben) oval. Der Apex liegt verhältnismäßig weit vorne. Die Oberfläche ist fast völlig glatt. Radial- und Anwachsstreifen sind nur schwach ausgebildet. Normalerweise ist die Färbung der Schnecke weiß mit einem rosafarbenen Hauch, zum Teil sogar auch leicht gelblich. Bei angespülten Gehäusen ist die Färbung oft schon verblichen. Die Innenseite des Gehäuses ist rosa oder weiß.

## Geographische Verbreitung und Lebensraum
Die Jungfräuliche Napfschnecke kommt in den Küstengewässern des östlichen Nordatlantik von Norwegen bis zu den Kapverdischen Inseln, einschließlich der Nordsee und dem Mittelmeer vor. Sie lebt dort auf Hartböden, Muschelschalen und auf Steinen in Gezeitentümpeln, die mit der Rotalge Lithoderma überzogen sind, von 0 bis 120 m Wassertiefe.

## Lebensweise
Die Tiere weiden die krustenbildenden Rotalgen Lithoderma ab.